# Мехелінкі
Мехелінкі (пол. Mechelinki, нім. Mechlinken) — село в Польщі, у гміні Косаково Пуцького повіту Поморського воєводства.
Населення — 326 осіб (2011).
У 1975-1998 роках село належало до Гданського воєводства.

## Демографія
Демографічна структура станом на 31 березня 2011 року:
|          | Загалом | Допрацездатний вік | Працездатний вік | Постпрацездатний вік |
| -------- | ------- | ------------------ | ---------------- | -------------------- |
| Чоловіки | 170     | 33                 | 128              | 9                    |
| Жінки    | 156     | 34                 | 98               | 24                   |
| Разом    | 326     | 67                 | 226              | 33                   |